# Manfred Spitzer
Manfred Spitzer (Lengfeld, 27 de maig de 1958) és un neurocientífic i psiquiatre alemany.
Després de la seva formació al Max-Planck-Gymnasium de Groß-Umstadt, va estudiar medicina, filosofia i psicologia a la Universitat de Friburg de Brisgòvia. Spitzer té una opinió controvertida sobre els telèfons intel·ligents, afirmant que converteixen l'infant en «malalt», «estúpid» i «addicte», i que només s'haurien de permetre sense supervisió adulta a patir dels 18 anys d'edat.

## Obra publicada
- Halluzinationen. Ein Beitrag zur allgemeinen und klinischen Psychopathologie. Springer, Berlin 1988, ISBN 3-540-18611-5.
- Was ist Wahn? Untersuchungen zum Wahnproblem. Springer, Berlin 1989, ISBN 3-540-51072-9.
- Geist im Netz. 1996.
- amb Leo Hermele: Von der Degeneration zur Antizipation – Gedanken zur nicht-Mendelschen Vererbung neuropsychiatrischer Erkrankungen aus historischer und aktueller Sicht. In: Gerhardt Nissen, Frank Badura (Hrsg.): Schriftenreihe der Deutschen Gesellschaft für Geschichte der Nervenheilkunde. Band 2. Würzburg 1996, S. 111–127.
- Ketchup und das kollektive Unbewusste. Geschichten aus der Nervenheilkunde. Schattauer, Stuttgart 2001, ISBN 3-7945-2115-3.
- Lernen. Gehirnforschung und die Schule des Lebens., 2002, ISBN 9783827413963.
- Musik im Kopf: Hören, Musizieren, Verstehen und Erleben im neuronalen Netzwerk. 2002.
- Selbstbestimmen. Gehirnforschung und die Frage: Was sollen wir tun? 2004.
- Frontalhirn an Mandelkern. Letzte Meldungen aus der Nervenheilkunde. 2005.
- Vorsicht Bildschirm! Elektronische Medien, Gehirnentwicklung, Gesundheit und Gesellschaft. Klett, Stuttgart 2005, ISBN 3-12-010170-2.
- Gott-Gen und Grossmutterneuron. Geschichten von Gehirnforschung und Gesellschaft. 2006.
- Mozarts Geistesblitze. Wie unser Gehirn Musik verarbeitet. 2006.
- Vom Sinn des Lebens. Wege statt Werke. Schattauer, Stuttgart 2007, ISBN 978-3-7945-2563-8.
- Liebesbriefe und Einkaufszentren. Meditationen im und über den Kopf. Schattauer Verlag, 2008, ISBN 978-3-7945-2627-7.
- Medizin für die Bildung. Ein Weg aus der Krise. 2010, ISBN 978-3-8274-2677-2.
- Wie Kinder denken lernen 2010, ISBN 978-3-902533-26-5. (4 Hörbücher, 300 min.)
- Wie Erwachsene denken und lernen. 2011, ISBN 978-3-902533-38-8. (3 Hörbücher, 210 min.)
- Nichtstun, Flirten, Küssen und andere Leistungen des Gehirns. Schattauer Verlag, 2011, ISBN 978-3-7945-2856-1.
- Digitale Demenz. Wie wir uns und unsere Kinder um den Verstand bringen. Droemer Knaur, München 2012, ISBN 978-3-426-27603-7.[8]
- as publisher: Heinz Janisch, Carola Holland: Tom und der König der Tiere (= Leben Lernen. 1). 2012, ISBN 978-3-902533-43-2.
- as publisher: Heinz Janisch, Susanne Wechdorn: Mein Freund, der Rasenmäher (= Leben Lernen). 2012, ISBN 978-3-902533-45-6.
- Das (un)soziale Gehirn. Schattauer, Stuttgart 2013, ISBN 978-3-7945-2918-6.
- Rotkäppchen und der Stress. Schattauer, Stuttgart 2014, ISBN 978-3-7945-2977-3.
- Cyberkrank! Wie das digitalisierte Leben unsere Gesundheit ruiniert. Droemer, München 2015, ISBN 978-3-426-27608-2.
- Früher war alles später. Schattauer, Stuttgart 2017, ISBN 978-3-7945-3243-8.
- Einsamkeit. Die unerkannte Krankheit. Schmerzhaft. Ansteckend. Tödlich. Droemer, München 2018, ISBN 978-3-426-27676-1.
- Die Smartphone-Epidemie. Gefahren für Gesundheit, Bildung und Gesellschaft. Klett-Cotta, Stuttgart 2018, ISBN 978-3-608-96368-7.